# دير القديسة العذراء مريم بجبل أخميم الشرقي
دير القديسة العذراء مريم بجبل أخميم الشرقي هو دير من الأديرة الباخومية تأسس بالقرن الرابع ميلادي. تم تجديده عدة مرات آخـرها في القرن السادس عشر.

## الدير

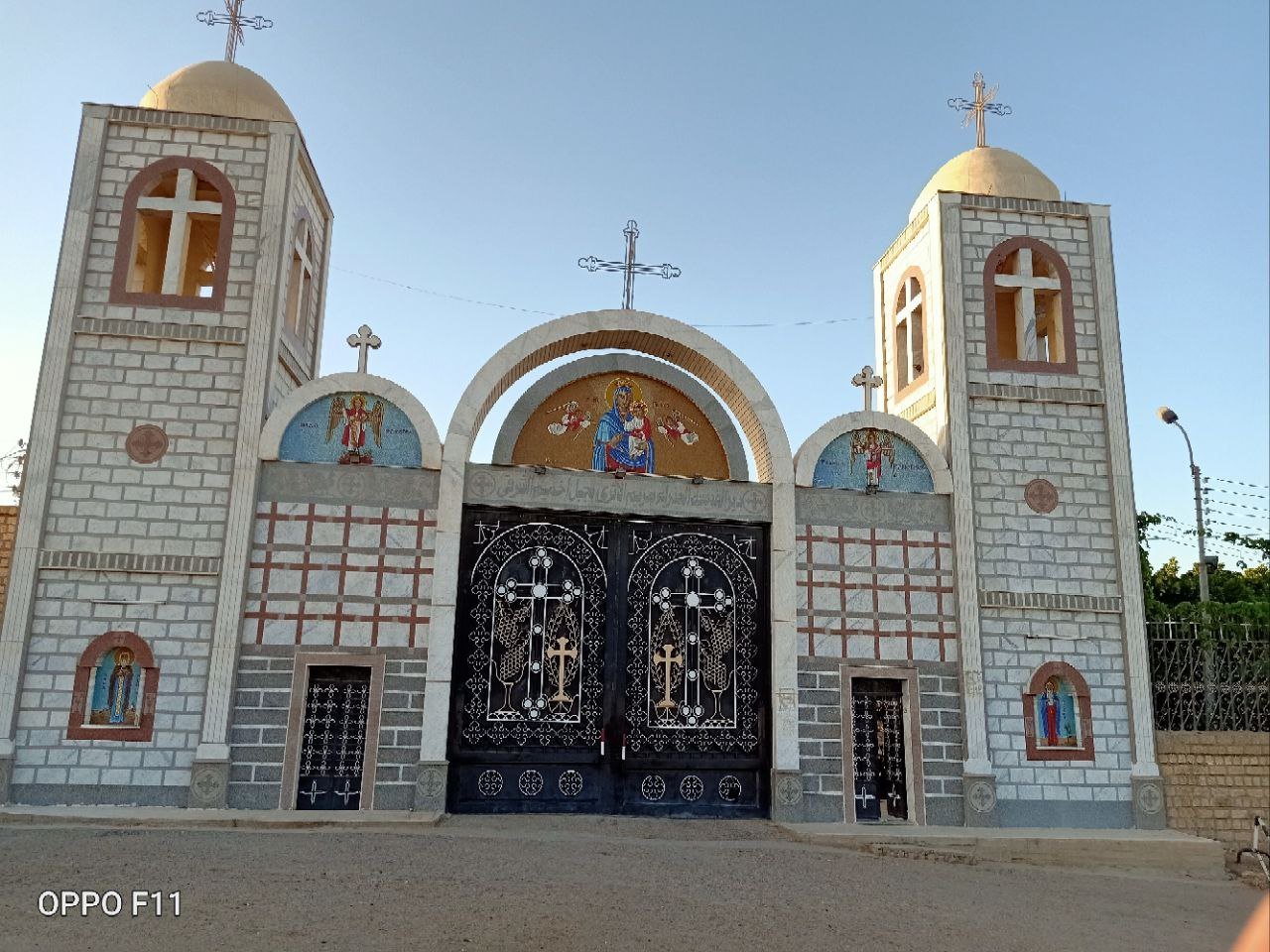

يقع الدير شرق قرية الحواويش التى تبعد 12 كم جنوب شرق أخميم بمحافظة سوهاج، يقع بعد كارته الطريـق على طريق الجيش ومـن ناحية الطريق الصحراوى الشرقي، يحيط بالدير سور مربع وتعتبر كنيسة الدير هى المبنى الرئيس بالدير.

## كنيسة الدير

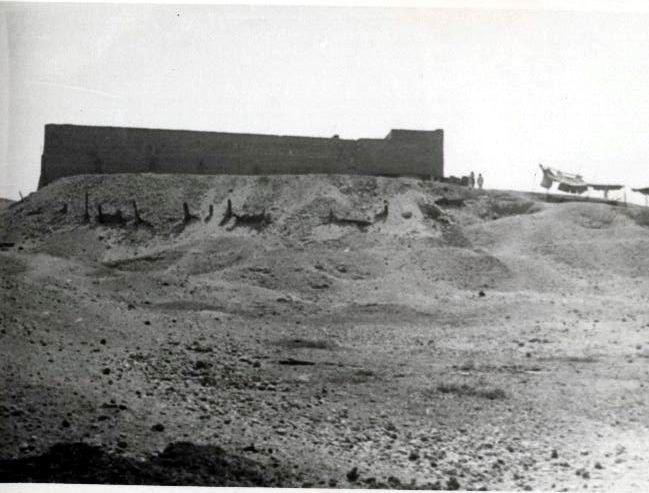
دير القديسة العذراء مريم بجبل أخميم الشرقي

كنيسة الدير تشترك مع كنائس أخميم في الطراز حيث تتكون من ثلاث هياكل نصف دائرية تزينهما الحنيات وعلى الجانبين حجرتان عميقتان يوصلان إلى ممر خلف الهياكل يسمى الضفير، وصحن الكنيسة يتوسطه أربعة أعمدة مستديرة تحمل القباب. وأعمدة الكنيسة وقبابها مزخرفة بالطوب المحروق الملون بالأسود والأحمر، وبالكنيسة كرسي للقديس الأنبا يوساب الأبح، وهناك معلومة تقول ان القديس توما عن رجوعه من الهند فور سماعه بنبأ نياحة العذراء مريم انه رأى العذراء وتحملها الملائكة عن قمة بالجبل في الحواويش.

## مبانى الدير
1. كنيسة القديسة الطاهرة مريم العذراء تتكون من ثلآثة مذابح: مارجرجس، العذراء، الملاك. وتقع كنيسة القديسة الطاهرة مريم أم النور بالجزء الشرقى من الدير ومكونة من صحن الكنيسة الذى يتكون من خمسة أجنحة: صفان من خورسين يتوسطان أربعة أعمدة مستديرة من الطوب الخورمش الآسود والأحمر الخاص بالخزفة الأثرية القديمة وعليه رسومات صلبان يحدها اللون الأبيض، وهى مزخرفة في غاية الأبداع، وتحمل العقود التى تحمل القباب، وبين كل قبة وأخرة أرشات مزخرفة بنقوش جميلة ومريحة للنظر ويحددها اللون الأبيض. وفى الجناح الأوسط وعلى جنباته أربعة قبات أمام الهيكلين الجانبين، وفى الشمال والجنوب حجرتان جانبتيان، تستخدم الحجرة التى على يمين مذبح مارجرجس للشورية ومدخل للضفير. الحجرة على يسار مذبح الملاك تستخدم كمخزن لأدوات الكنيسة من شمع وأباركة وحنوط، وسقفها على قبو طويل ولها باب نصف دائرى من أعلى، وعلى جانبيه في الخارج زخرفة برسومات صلبان أحمر، وفى وسطه صليب أسود داخله مربع صغير أبيض. ويحد الصلبان من الخارج اللون الأبيض، ويفصل بين الصلبان اللون الأسود، ويعلو فوق المدخل على اليمين صليب كبير من الطوب الأحمر يحدده اللون الأبيض. أما الحجرة الآخر فدائرة داخلها صلبان ملونة داخل بعضها البعض وقطع مربعة صغيرة 15×15سم مزخرفة.
2. كنيسة الأنبا أنطونيوس والأنبا بولا
3. القصر (المضيفة)
4. مكتبة الهدايا
5. مائدة الرهبان
6. مكتبة الاستعارة
7. الصيدلية
8. المجمع (المطبخ)
9. منطقة القلالى الخاصة بالرهبان والأخوة طلاب الرهبنة
10. قاعة الدرس والعرض
11. مضيفة لخدمة الرحلات والزائرين ملحق بها بوفيه
12. بيت خلوة للشباب
13. بيت لحم "لصناعة القربان"
14. خلايا النحل ومكان فرز العسل
15. جراج العربات

## رؤوساء دير العذراء

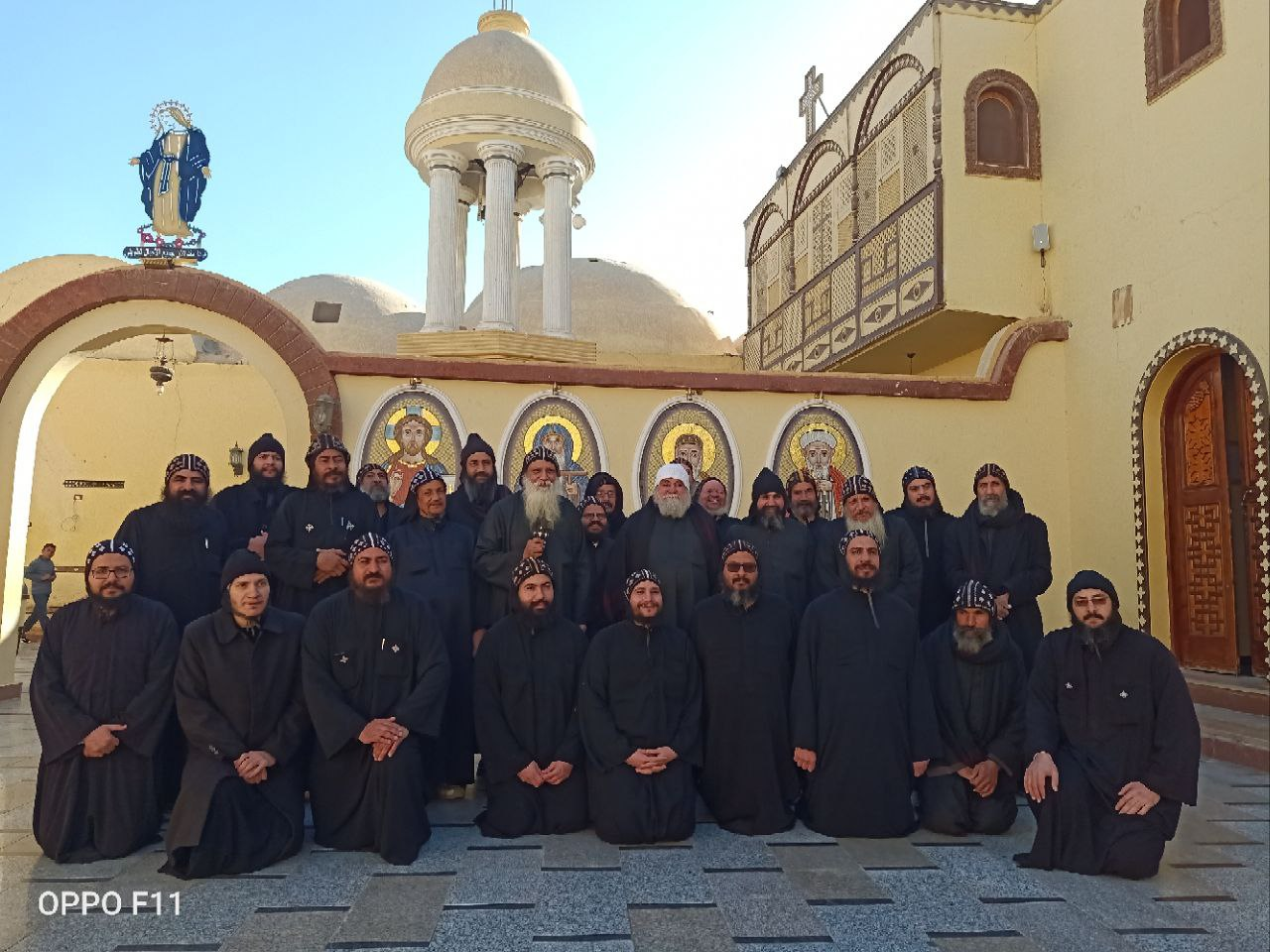

1. القمص ديسقورس الأخميمي أرسله قداسة البابا شنودة الثالث بمسؤولية أمانة الدير (1979 - 18 نوفمبر 2020).[5]
2. الأنبا بسادة مطران أخميم أشرف على الدير (1984 - 1989).
3. الأنبا ابرأم مطران الفيوم أشرف على الدير (2002 - 2013).
4. الأنبا مرقوريوس أسقف جرجا أشرف على الدير (2013 - 8 يونيو 2019).
5. الأنبا متاؤوس أسقف ورئيس للدير القديسة العذراء مريم بجبل أخميم الشرقي (9 يونيو 2019 - حتي الأن).[6]